# Колін Імбер
Колін Імбер (англ. Colin Imber) — науковець, колишній викладач тюркології в Манчестерському університеті, автор численних наукових праць з історії Османської імперії. Вийшовши на пенсію, призупинив діяльність викладача.

## Життєпис
Отримав вищу освіту у Королівському технологічному інституті у Швеції. Випустився 1970 року.